# Güzelyurt
Güzelyurt (Tidligere Karballa, Gelveri) er en mindre by i Kappadokien i Tyrkiet 9 kilometer fra Ihlara (en by og dal) og cirka 50 kilometer fra Aksaray.
Den har omkring 10.467(2022) indbyggere, og ligger omkring 1485 meter over havets overflade.
Den lille by tiltrækker turister på grund af naturen, undergrundsbyen og andre gamle bygninger. 
Byen har tidligere haft en befolkning af overvejende osmanisk-græske familier, men efter den græske-tyrkiske krig blev de udvekslet, så beboerne kom til at bo i den græske by Nea Karvali, mens tyrkiske familier rejste til Güzelyurt fra de græske byer Kozan og Kastoria.
I lighed med nogle andre byer i Kappadokien er der gamle undergrundsbyer udhugget i klippen. Det er muligt at komme ind og se disse.